# Brazíliai japánok
A brazíliai japánok (日系ブラジル人; Hepburn: Nikkei Burádzsiru-dzsin) (portugálul: Nipo-brasileiros) azok a brazilok, akik részben vagy teljesen japán származásúak.
Az első japán bevándorlók 1908-ban érkeztek Brazíliába. Jelenleg Brazíliában él a legtöbb anyaországon kívüli japán ember.

## Történelem

### Háttér
A 19. század és a 20. század eleje között Brazília fő exportcikke a kávé volt. Eleinte afrikai rabszolgák dolgoztak a kávéföldeken, majd 1850-ban eltörölték az országban a rabszolgatartást, amivel megszűnt a rabszolga-kereskedelem is. A brazil elit ekkor úgy döntött, hogy a nagy munkaerőhiány miatt európai bevándorlókat hívnak az országba.
Ez a terv számos európait ösztönzött emigrálásra, elsősorban olaszokat. Miután a bevándorlók alacsony béreket kaptak, rossz körülmények között dolgoztak, el kellett viselniük a hosszú munkanapokat és az ültetvényesek bántalmazásait is, ezért Brazília kevésbé vált vonzóvá úti célpontként. Az 1902-es Prinetti-rendelet megtiltotta az olaszoknak a Brazíliába irányuló szervezett emigrálást.
Japánban a Hanrendszer eltörlésével nagy szegénység keletkezett a vidéki lakosság körében. Emiatt sok japán döntött az emigráció mellett a jobb élet reményében.

### Első bevándorlók
1907-ben a brazil és a japán kormány szerződést kötött, aminek értelmében japán emigránsok mehettek Brazíliába. Ennek egyik oka az volt, hogy az olasz bevándorlók csökkenésével ismét munkaerőhiány keletkezett a kávéföldeken. Az emigránsok első csoportja – 790 ember, főleg gazdák – 1908-ban érkezett Kóbéból a Kaszató Maru hajón, felük Okinava déli részéről származott. Ezen bevándorlók nagy része később kávéültetvényes lett.
Az első 7 évben mintegy 15 ezer japán érkezett Brazíliába. Az első világháború kezdetétől a második világháború elejéig számuk jelentősen megnőtt, 1917 és 1940 között 164 ezren érkeztek az országba. A japán bevándorlók 75%-a São Paulo államba érkezett, ahol a legtöbb kávéföld volt található.

### Új élet Brazíliában
A legtöbb japán bevándorló azzal a céllal érkezett Brazíliába, hogy pár évig ott dolgozzon, majd hazamenjen. Ez azonban sok esetben nehezen működött, mivel a japánok csak családjukkal együtt emigrálhattak az országba, ami miatt sok embert kellett eltartania egy átlagos japán bevándorló családnak, így sok esetben nem tudtak hazamenni Japánba. Jellemzően alacsony béreket kaptak és hosszú órákat dolgoztak. Emellett mindent, amit a család fogyasztott, a kávéültetvényestől kellett megvenni.
A Brazíliában született japán gyerekek a japán közösség iskoláiba jártak, japán nyelvet tanultak. A gyerekek mindössze 6%-a született vegyes házasságból, a többiek esetében mindkét szülő japán volt. Egyes japán bevándorlók földeket kezdtek venni, földtulajdonosokká váltak: eper, tea és rizstermesztéssel kezdtek foglalkozni.

### Előítélet és erőltetett asszimiláció
1923-ban korlátozták az új ázsiai bevándorlók számát.
1934-ben a Getúlio Vargas vezette kormányzat új alkotmányt vezetett be, aminek keretében erőteljesebb asszimilációra kényszerítették Brazíliában a bevándorlókat. Ez a jogi intézkedés elsősorban a betelepült japánokat, olaszokat, zsidókat, németeket és azok leszármazottjait érintette. 1939-ben egy, a São Paulo-i Estrada de Ferro Noroeste do Brasil által készített felmérésből kiderült, hogy a betelepült japánok 87,7%-a csak japán nyelvű újságot olvas. Ez a szám már önmagában nagy számnak tűnt egy olyan országban, ahol az analfabéták száma magas volt.
A második világháborúban Brazília semleges volt, viszont mind a tengely- mind a szövetséges hatalmakkal kereskedett. Egy idő után a tengelyhatalmakkal nehézkessé vált a kereskedelem és Pearl Harbour után Brazília a szövetségeseket támogatta. 1942 augusztusában Brazília hadat üzent Japánnak, ami a brazíliai japánok helyzetét nagyban rontotta. Mintegy 200 iskolát bezártak, a japán nyelvű rádióállomásokat felszámolták, hogy ne tudjanak Japánból rövidhullámon rádióadást fogni. A japán árukat elkobozták, a japán tulajdonú vállalkozások ellen eljárásokat indítottak. A japán bevándorlók nem vezethettek járművet sem. A japán vállalkozások hivatásos sofőrjei rendőrségi engedéllyel vezethettek csak. Japán bevándorlók ezreit tartoztatták le és utasították ki az országból kémkedés gyanújával. Gyakori példa volt, hogy szomszédi viszály, gyerekek közti verekedés, tartozásbehajtás esetén névtelen feljelentéseket tettek japánok ellen „nemzetbiztonságellenes tevékenység” jogcím alatt.
Előfordult olyan is, hogy ha japánok csoportosan piknikeztek és gyülekeztek akkor „gyanús tevékenység” címszó miatt letartoztatták a jelenlevőket.
1943. július 10-én Santos településen felszólítottak mintegy 10 ezer japán, német és olasz bevándorlót a hatóságok, hogy 24 órán belül hagyják el az otthonaikat és menjenek máshova, a kitelepítettek 90%-a japán volt. Baixada Santista településen a japánok csak menlevéllel telepedhettek le.
1942-ben a Pará államban levő Tomé-Açun levő paprikaültetvényből koncentrációs tábort csináltak, ahova a helyi japánokat deportálták.

## Integráció

### Vallás
A legtöbb japán bevándorló eredetileg hívő buddhista és sintoista volt. Letelepedésük után katolikus térítő papok próbálták rájuk erőltetni a kereszténységet. Mára a japán származásúak 60%-a katolikus és 25%-uk gyakorolja a buddhizmust és a sintoizmust.

### Nyelvek
Az első generációs bevándorlók, az isszeiek szinte egyáltalán nem beszéltek portugálul, míg a második generációs bevándorlók, a nisszeiek már portugálul és japánul is beszélnek. A harmadik generáció már inkább portugálul tud, míg a negyedik generáció közül már csak kevesen beszélnek anyanyelvi szinten japánul. Egy felmérésben megállapították, hogy azok a japán származású emberek, akik isszei (első generációs bevándorló) rokonokkal élnek együtt japánul, míg akik nem élnek együtt Japánban született bevándorlóval, azok inkább portugálul beszélnek.
A Brazíliában általuk beszélt japán nyelv a különböző japán dialektusok keveréke, mivel a brazíliai japánok Japán több területéről származnak, emellett a portugál nyelv is befolyással van a beszédükre.

### Demográfiai adatok
Egy 2008-as felmérés szerint mintegy 1,5-2 millió főre tehető a japán származású brazilok száma. A legtöbben São Paulo államban élnek, ezt Paraná és Mato Grosso do Sul állam követi.

## Híres brazíliai japánok

### Művészek
- Erica Awano, művész, író
- Roger Cruz, képregény író
- Fabio Ide, színész, modell
- Yuu Kamiya, manga- és regényíró
- Juliana Imai, modell
- Adriana Lima, modell
- Daniel Matsunaga, színész és modell
- Lovefoxxx (Luísa Hanae Matsushita), a CSS együttes frontembere
- Carol Nakamura, modell és színésznő
- Ruy Ohtake, építész
- Tomie Ohtake, művész
- Oscar Oiwa, művész
- Leandro Okabe, modell
- Lisa Ono, énekes
- Ryot (Ricardo Tokumoto), rajzfilmes
- Akihiro Sato, színész, modell
- Sabrina Sato, modell és televíziós műsorvezetőnő
- Daniele Suzuki, színésznő, televíziós műsorvezetőnő
- Fernanda Takai, a Pato Fu együttes frontembere
- Carlos Takeshi, színész
- Marlon Teixeira, modell
- Tizuka Yamasaki, filmrendező
- Mateus Asato, zenész

### Gazdaság
- Teruaki Yamagishi, a Yamagishi Consulting ügyvezető igazgatója

### Politika
- Luiz Gushiken, volt kommunikációs miniszter
- Newton Ishii, a Szövetségi Rendőrség ügynöke
- Kim Kataguiri, a Szabad Brazília Mozgalom alapítója[9]
- Juniti Saito, a Brazil Légierő egykori parancsnoka

### Vallás
- Júlio Endi Akamine, római katolikus érsek
- Hidekazu Takayama, az Assembleias de Deus (Isteni gyülekezet) pünkösdi-karizmatikus gyülekezet pásztora, politikus

## Fordítás
- Ez a szócikk részben vagy egészben  a   Japanese Brazilians című angol Wikipédia-szócikk fordításán alapul.  Az eredeti cikk szerkesztőit annak laptörténete sorolja fel. Ez a jelzés csupán a megfogalmazás eredetét és a szerzői jogokat jelzi, nem szolgál a cikkben szereplő információk forrásmegjelöléseként.